# Cryoharamia tarda
Cryoharamia tarda — вид вимерлих ссавцеподібних еухараміїд, який існував в Азії у ранній крейді. Його рештки виявлені в місцезнаходження Теете (Батилікхська формація) на південному заході Якутії, Росія. Матеріалом для опису послужив єдиний знайдений верхній корінний зуб.